# 12400 Katumaru
12400 Katumaru (1995 OA1) là một tiểu hành tinh vành đai chính được phát hiện ngày 28 tháng 7 năm 1995 bởi T. Okuni ở Nanyo.